# Alfio Brina
Alfio Brina (Tresigallo, 19 giugno 1941) è un politico italiano.

## Biografia
Esponente piemontese del Partito Comunista Italiano. Viene eletto alla Camera dei Deputati alle elezioni politiche del 1983. 
Nel 1987 è eletto al Senato. Dopo la svolta della Bolognina, nel 1991 aderisce al Partito Democratico della Sinistra, con il quale viene rieletto al Senato nel 1992, rimanendo in carica fino al 1994.